# Weißer weißer Tag
Weißer weißer Tag (Originaltitel Hvítur, hvítur dagur; int. Titel: A White, White Day) ist ein isländischer Film des Regisseurs Hlynur Pálmason. Die Erstaufführung war am 16. Mai 2019 im Rahmen der Internationalen Filmfestspiele von Cannes 2019 in der Sektion Semaine de la critique. Er wurde auf weiteren Filmfestivals vorgeführt, der Kinostart folgte am 6. September 2019 in Island. Die Deutschlandpremiere war am 1. Oktober 2019 beim Filmfest Hamburg.

## Handlung
In einer kleinen, sehr abgelegenen Stadt in Island vermutet der beurlaubte Polizeikommissar Ingimundur, dass sein Nachbar Olgeir hinter seinem Rücken eine Affäre mit seiner geliebten Frau hatte, die kürzlich bei einem tragischen Autounfall ums Leben gekommen ist. Seine Suche nach der Wahrheit wird zur Obsession, denn Realität, Angst, Wut, Schmerz und Fantasie verschwimmen immer mehr zu einem einzigen Wahn, der ihn antreibt, blutige Rache zu nehmen und Beweise für die vermeintliche Affäre zu finden.
Irgendwann schleicht sich sogar der verstörende Gedanke in seinen Kopf, der Tod seiner Frau könnte aus irgendeinem sinistren Grund von langer Hand geplant worden sein. Steckt vielleicht Olgeir dahinter, um seinen Seitensprung zu vertuschen? Ingimundurs Angst, betrogen worden zu sein, gefährdet bald nicht nur ihn selbst, sondern auch seine geliebten Kinder.

## Rezeption
Todd McCarthy äußerte in The Hollywood Reporter die Ansicht, dass Hlynur Pálmason den Verlust seines Publikums riskiere, indem er die verstörende Geschichte dramatisch und stilistisch unerwartet weit treibe. Er gewinne dabei einen „kreativen Ringkampf mit einer potentiell kompromisslosen Erzählung“. Auf der Schweizer Plattform Cineman schrieb Irene Genhart, dass sich der Regisseur wie schon in seinem Erstling Winter Brothers „als Meister einer erzählerischen Reduktion, die das Wesentlichste zwischen die Worte packt und ansonsten dem Verweilen der Bilder vertraut“ erweise.
Hvítur, Hvítur Dagur war 2020 Islands offizieller Beitrag für eine Oscar-Nominierung in der Kategorie Bester internationaler Film, gelangte aber nicht in die engere Auswahl.

## Belege
1. ↑   Freigabebescheinigung für Weißer weißer Tag. Freiwillige Selbstkontrolle der Filmwirtschaft (PDF; Prüfnummer: 197481/K).
2. ↑  Release-Info bei imdb
3. ↑  Todd McCarthy: 'A White, White Day': Film Review. In: The Hollywood Reporter. 17. Mai 2019, abgerufen am 8. Oktober 2019 (englisch): „Palmason boldly risks audience disenfranchisement by pushing his disturbing story to unexpected lengths dramatically and stylistically, thereby winning a creative wrestling match with a potentially intransigent narrative.“
4. ↑  Irene Genhart: In eruptiver Langmütigkeit der Gefühle. In: Cineman. 30. September 2019, abgerufen am 8. Oktober 2019.